# NGC 922
NGC 922 é uma galáxia espiral barrada (SBcd) localizada na direcção da constelação de Fornax. Possui uma declinação de -24° 47' 21" e uma ascensão recta de 2 horas, 25 minutos e 03,5 segundos.
A galáxia NGC 922 foi descoberta em 17 de Novembro de 1784 por William Herschel.